# Jasper van der Werff
Jasper van der Werff (* 9. Dezember 1998 in St. Gallen) ist ein schweizerisch-niederländischer Fußballspieler.

## Karriere
Van der Werff begann seine Karriere beim FC St. Gallen. Nachdem er zunächst in der Jugend des Vereins gespielt hatte, rückte er zur Saison 2016/17 in das Kader der U-21-Mannschaft auf. Sein Debüt für diese in der 1. Liga gab er im Oktober 2016, als er gegen die Zweitmannschaft des FC Winterthur in der 88. Minute für Petar Pavlovic eingewechselt wurde.
Nach über 20 Spielen in der 1. Liga stand van der Werff im Februar 2018 gegen den BSC Young Boys erstmals im Kader der Profis. Im selben Monat debütierte er in der Super League, als er am 22. Spieltag der Saison 2017/18 gegen den FC Basel in der Startelf stand.
Zur Saison 2018/19 wechselte er zum österreichischen Bundesligisten FC Red Bull Salzburg, bei dem er einen bis Juni 2022 laufenden Vertrag erhielt. Zunächst spielte er aber für das Farmteam FC Liefering in der 2. Liga, für das er im August 2018 gegen den SK Vorwärts Steyr erstmals zum Einsatz kam.
In der ersten Mannschaft feierte er sein Debüt in der Bundesliga gegen den TSV Hartberg am 18. August 2018. Im Spiel gegen den SK Sturm am 7. Oktober 2018 verletzte er sich schwer und fiel für mehrere Monate aus.
Im Januar 2020 kehrte er in die Schweiz zurück und wurde für eineinhalb Jahre an den FC Basel ausgeliehen. In eineinhalb Jahren in Basel kam er zu insgesamt 34 Einsätzen in der Super League, in denen er ein Tor erzielte. Zur Saison 2021/22 wurde er ein zweites Mal ausgeliehen, diesmal nach Deutschland an den Zweitligisten SC Paderborn 07. Für Paderborn kam er während der Leihe zu 30 Einsätzen in der 2. Bundesliga. Im Mai 2022 wurde er von den Deutschen fest verpflichtet.
Ligaintern wurde er im Sommer 2023 für eine Spielzeit an Hansa Rostock ausgeliehen. Mit den Ostseestädtern erreichte van der Werff die 2. Hauptrunde im überregionalen Fußball-Pokalwettbewerb (2 Einsätze) und musste, nachdem er es auf 21 Einsätze und 2 Tore im deutschen Zweitligabetrieb brachte, den sportlichen Abstieg in die Drittklassigkeit hinnehmen.  
Der Spieler verließ nach Ende der Leihe den SC Paderborn 07 endgültig und wechselte zum rumänischen Erstligisten Universitatea Cluj.

## Erfolge
- Österreichischer Meister: 2019
- Österreichischer Cupsieger: 2019

## Persönliches
Van der Werff wurde als Sohn niederländischer Eltern in der Schweiz geboren. Seine Eltern zogen in den 1990er-Jahren aus den Niederlanden in die Eidgenossenschaft, wo Jasper in Speicher AR aufwuchs. Er besitzt sowohl das Schweizer Bürgerrecht als auch die niederländische Staatsbürgerschaft.